# Mehmet Batuhan Şenel
Mehmet Batuhan Şenel (* 13. Februar 1996 in Ordu) ist ein türkischer Fußballspieler.

## Karriere
Şenel begann seine Profikarriere bei Orduspor, bei dem er zuvor von dessen zweiter Mannschaft verpflichtet wurde. Sein Ligadebüt gab er am 17. Spieltag der Saison 2014/15 gegen Boluspor, das Spiel verlor Orduspor mit 1:3.